# 8932 Наґатомо
8932 Наґатомо (8932 Nagatomo) — астероїд головного поясу, відкритий 6 січня 1997 року.
Тіссеранів параметр щодо Юпітера — 3,272.
Названо на честь Макото Наґатомо (яп. ながとも(長友), нар. 1937), піонера в галузі електротранспорту.